# توماس هاملين هابارد
توماس هاملين هابارد (بالإنجليزية: Thomas Hamlin Hubbard)‏ هو محامي أمريكي، ولد في 20 ديسمبر 1838 في هلوويل في الولايات المتحدة، وتوفي في 19 مايو 1915 في نيويورك في الولايات المتحدة.